# Doldiges Habichtskraut
Das Doldige Habichtskraut (Hieracium umbellatum), auch Dolden-Habichtskraut genannt, ist eine Pflanzenart aus der Gattung der Habichtskräuter (Hieracium) innerhalb der Familie der Korbblütler (Asteraceae). 

## Beschreibung

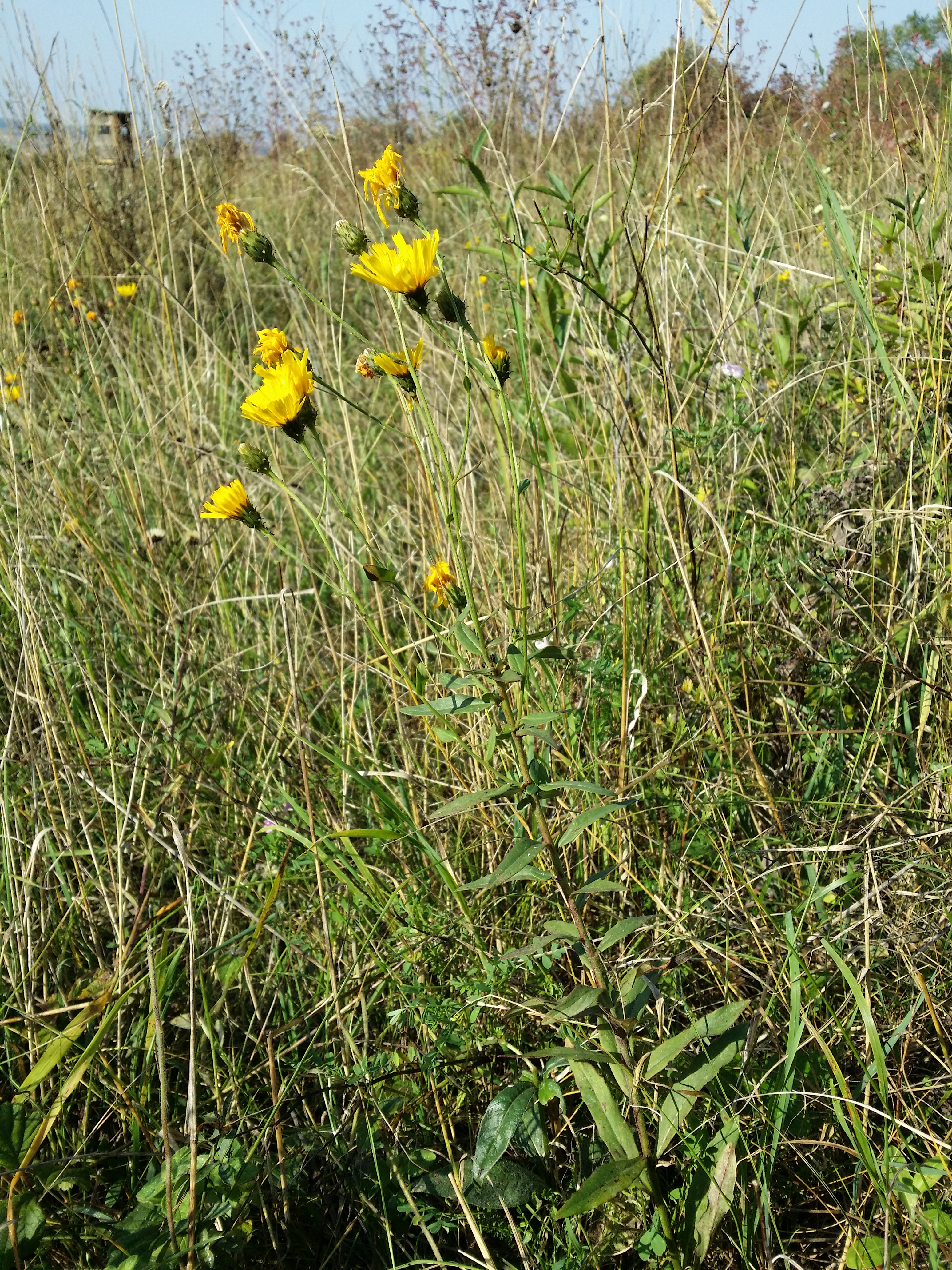
Habitus

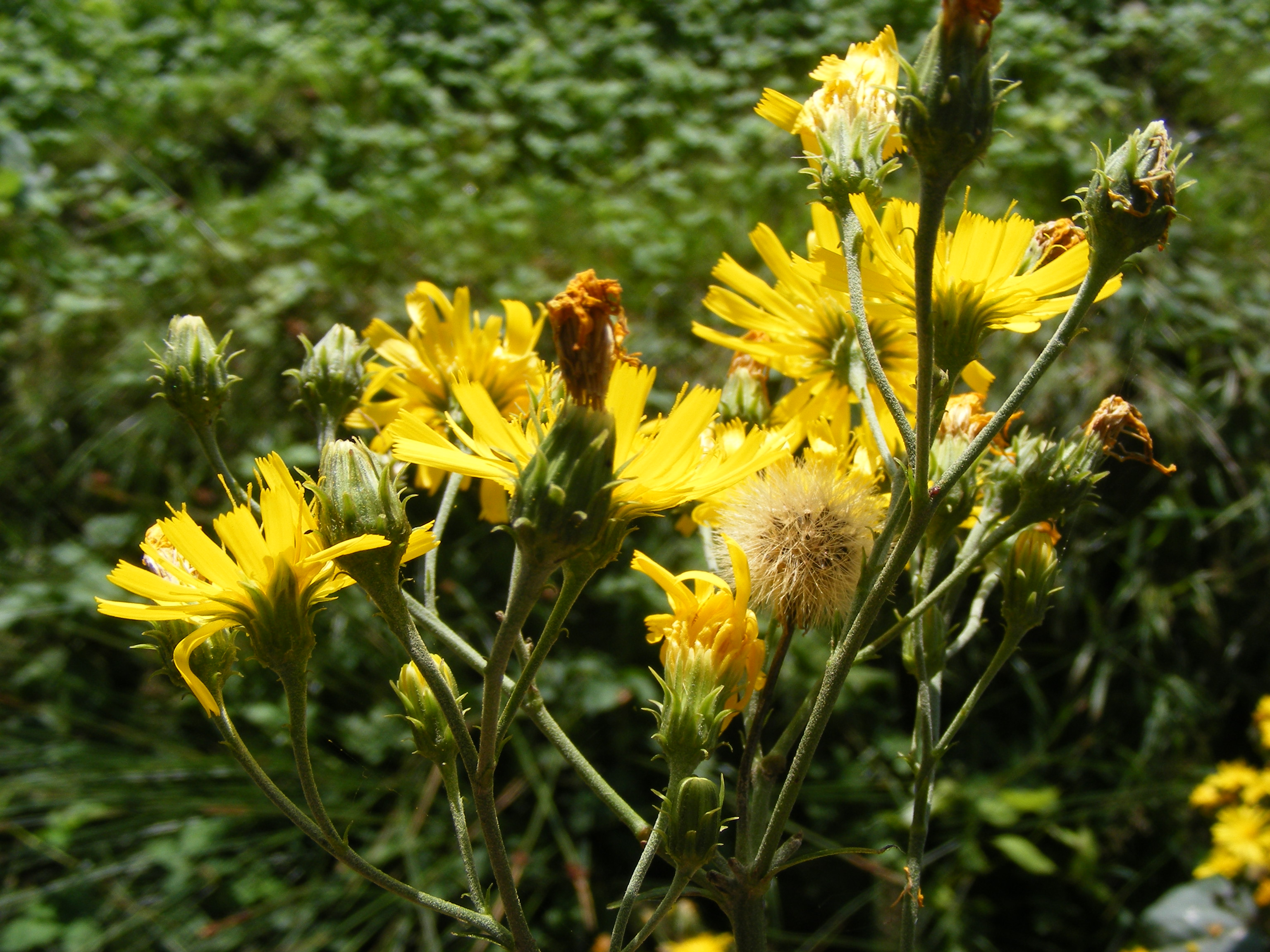
Ausschnitt eines Gesamtblütenstandes

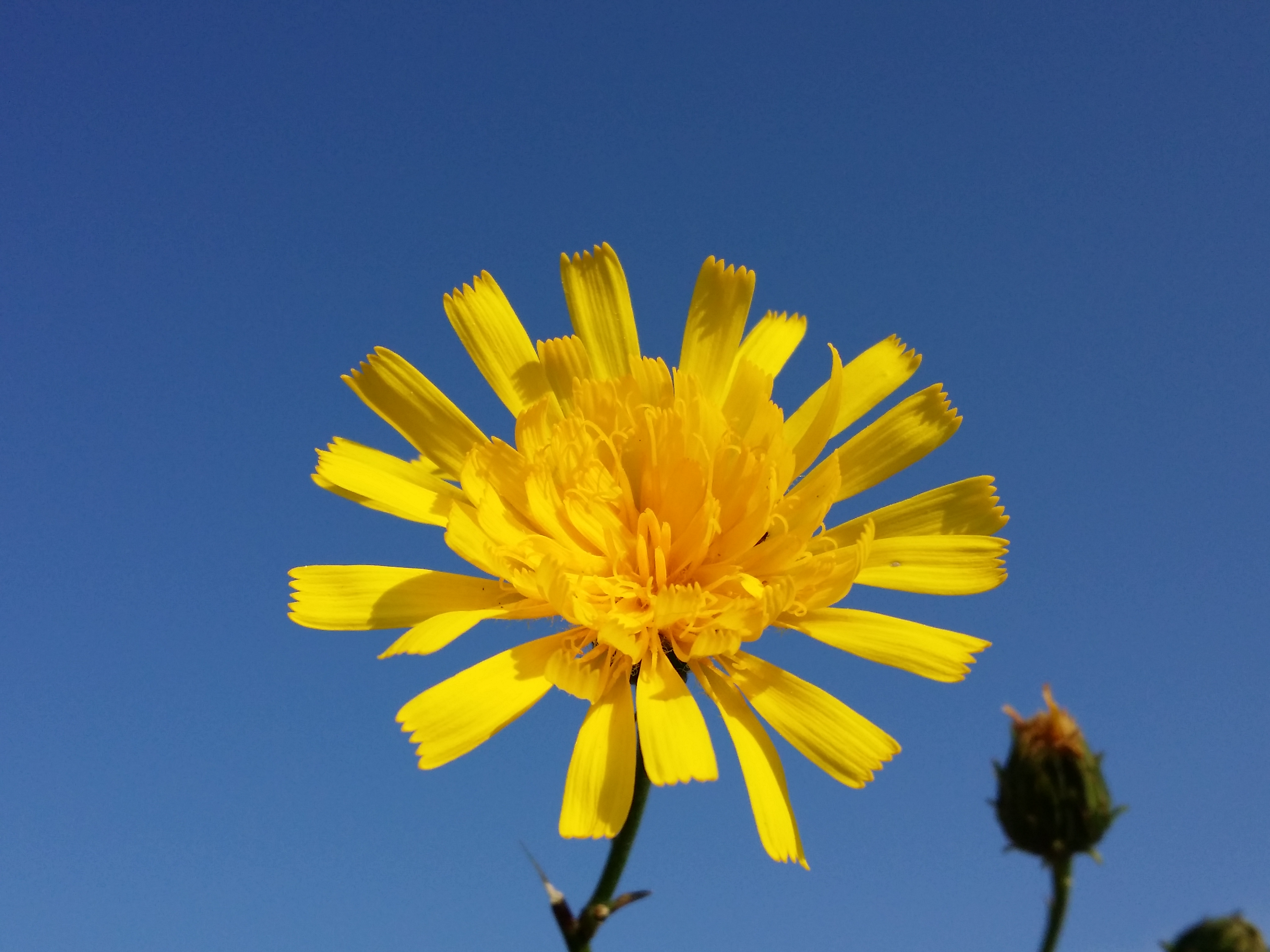
Blütenkorb im Detail

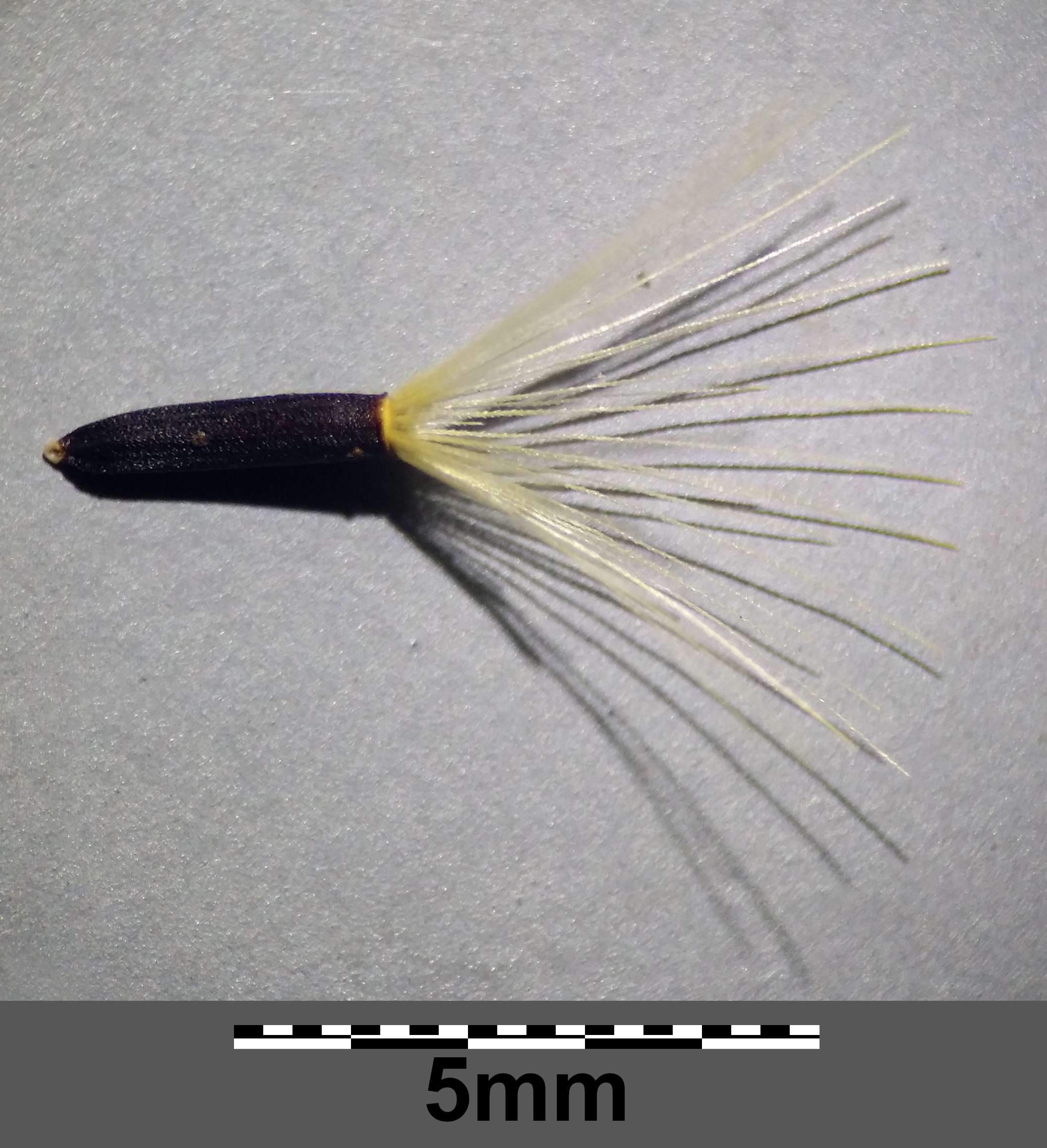
Achäne mit Pappus

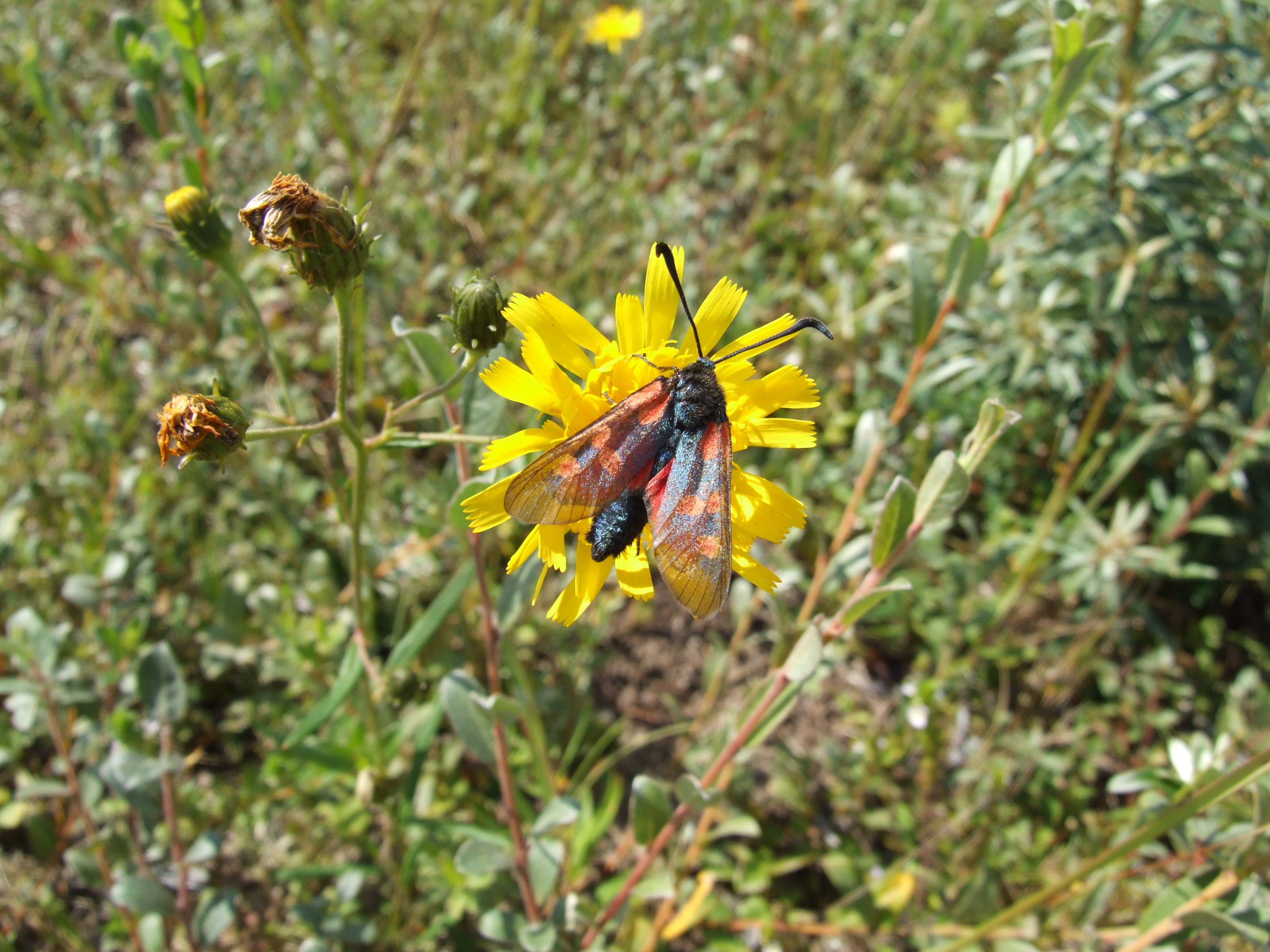
Blütenbesucher

### Vegetative Merkmale
Das Doldige Habichtskraut erreicht eine Wuchshöhe von (10) 50 bis 120 (160) Zentimetern. Die oberirdischen Pflanzenteile sind drüsenlos oder arm an Drüsen und sind mehr oder weniger reich behaart. Die Stängel sind schlank.
Die Grundblätter sind zur Blütezeit fehlend. Die bis über 50 Stängelblätter sind meist behaart. Ihre Blattspreite ist linealisch-lanzettlich und fast ganzrandig bis gesägt-gezähnt und am Rand meist „umgerollt“.

### Generative Merkmale
In einem doldenartigen Gesamtblütenstand befinden sich zahlreiche körbchenförmig Teilblütenstände; seltener stehen wenige Äste von der „Dolde“ ab. Die Blütenkörbchen weisen eine Größe von 2 bis 3 Zentimetern auf. Die regelmäßig dachig angeordneten Hüllblätter enden alle stumpf, sind drüsenlos und am oberen Ende abstehend und stark zurückgebogen. Die Körbchen enthalten nur Zungenblüten. Die Zungenblüten sind am oberen Ende nicht bewimpert. Der Griffel ist meist gelb.
Die Achänen sind 3 bis 5 Millimeter lang, mit zehn zahnlosen Rippen; das heißt, die Rippen verschmelzen am oberen Ende zu einem ringartigen Wulst. Der Pappus ist zweireihig mit kürzeren und längeren Pappusborsten.
Die Chromosomenzahl beträgt 2n = 18, 27 oder 36.

## Ökologie und Phänologie
Das Doldige Habichtskraut ist eine reich beblätterte Schaftpflanze und überdauert mit grundständigen Knospen. Das Doldige Habichtskraut vermehrt sich sexuell.
Die Bestäubung erfolgt durch Insekten. Bei ausbleibendem Besuch erfolgt Selbstbestäubung. Die Blütezeit reicht von Juli bis Oktober.

## Vorkommen
Hieracium umbellatum ist zirkumpolar verbreitet, findet sich also in Europa, Nordasien und Nordamerika. Es ist ein meridionales bis boreales Florenelement.
Das Doldige Habichtskraut wächst in bodensauren, mageren Eichenwäldern, an Säumen, in Trockengebüschen, Wiesen, Heiden, Dünen, und an offenen Pionierstandorten. Das Doldige Habichtskraut gedeiht meist auf mäßig frischen bis mäßig trockenen Böden, die kalkarm und nicht zu feinkörnig sind. Das Doldige Habichtskraut kommt vor allem in Pflanzengesellschaften der Ordnung Quercetalia roboris-petraeae, seltener in denen der Klassen Sedo-Sclerathetea oder Trifolio-Geranietea oder der Verbände Erico-Pinion oder Mesobromion vor. Das Doldige Habichtskraut kommt bis in die montane Höhenstufe bis in eine Höhenlage von etwa 1200 Metern vor.
Die ökologischen Zeigerwerte nach Landolt et al. 2010 sind in der Schweiz für Hieracium umbellatum aggr.: Feuchtezahl F = 2+w (frisch aber mäßig wechselnd), Lichtzahl L = 3 (halbschattig), Reaktionszahl R = 2 (sauer), Temperaturzahl T = 4 (kollin), Nährstoffzahl N = 2 (nährstoffarm), Kontinentalitätszahl K = 3 (subozeanisch bis subkontinental).

## Systematik und Verbreitung
Die Erstveröffentlichung von Hieracium umbellatum erfolgte 1753 durch Carl von Linné in Species Plantarum, Tomus II, Seite 804.
Die Art Hieracium umbellatum gehört zur Untergattung Echtes Habichtskraut (Hieracium subg. Hieracium). Es ist als „Hauptart“ charakterisiert. 
„Zwischenarten“, die von Hieracium umbellatum zu anderen „Hauptarten“ vermitteln, sind:
- Hieracium brevifolium Tausch: vermittelt zu Hieracium racemosum
- Hieracium laurinum Arv.-Touv.: vermittelt zu Hieracium sabaudum

Je nach Autor gibt es einige Unterarten:
- Hieracium umbellatum L. subsp. umbellatum
- Hieracium umbellatum subsp. bichlorophyllum (Druce & Zahn) P.D.Sell & C.West: Sie kommt in Großbritannien, Irland, Frankreich und auf den Kanalinseln vor.[6]
- Hieracium umbellatum subsp. brevifolioides Zahn: Sie kommt in Frankreich, Deutschland, Österreich, Liechtenstein, in der Schweiz, Italien, auf der Balkanhalbinsel, in Ungarn, Rumänien, Bulgarien, in der Türkei und in Transkaukasien vor.[6]
- Hieracium umbellatum subsp. elisabethae (Kem.-Nath.) Greuter: Sie kommt nur in Georgien vor.[6]
- Hieracium umbellatum subsp. eurobalticum Zahn: Sie kommt in den Niederlanden, in Deutschland, Polen und Schweden vor.[6]
- Hieracium umbellatum subsp. filifolium (Üksip) Tzvelev: Sie kommt in den Niederlanden, in Deutschland, Polen, Finnland, im Baltikum, in Russland, Belarus, Moldawien und in der Ukraine vor.[6]
- Hieracium umbellatum subsp. kluchoricum (Kem.-Nath.) Greuter: Sie kommt nur in Georgien vor.[6]
- Hieracium umbellatum subsp. ogwenii (E.F.Linton) W.R.Linton: Sie kommt in Großbritannien vor.[6]
- Hieracium umbellatum subsp. sublaetevirens Zahn: Sie kommt nur in Georgien vor.[6]
- Hieracium umbellatum subsp. topaeanum (Prodan) Greuter: Sie kommt nur in Rumänien vor.[6]
- Hieracium umbellatum subsp. turfosum (Kem.-Nath.) Greuter: Sie kommt nur in Georgien vor.[6]